# Jodie Sweetin
Jodie Lee Ann Sweetin (Los Angeles, 19 januari 1982) is een Amerikaans actrice en voormalig kindster.

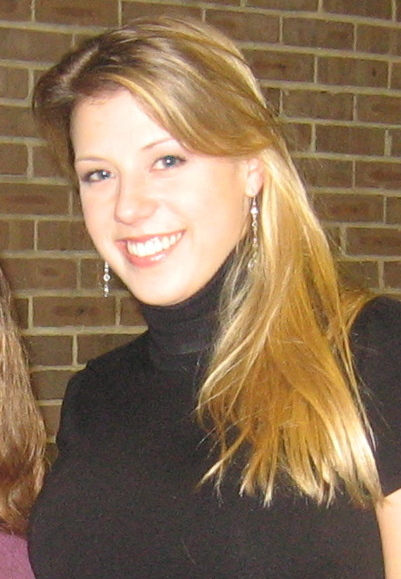
Jodie Sweetin in 2007.

## Biografie
Sweetin was voor het eerst op televisie te zien in 1987, toen ze in een hotdogreclamefilmpje speelde. Niet veel later speelde ze in de serie Full House als middelste dochter Stephanie Tanner. Toen dit programma in 1995 werd stopgezet, stopte Sweetin met acteren. Ze begon net met de middelbare school en wilde zich daarop richten.
Sweetin trouwde in 2002. Vele Full House-collega's waren aanwezig, onder wie Candace Cameron, met wie Sweetin nog goed bevriend was. In 2006 scheidde Sweetin echter. In 2007 hertrouwde ze in Las Vegas, maar in 2010 liep ook dit huwelijk uit op een scheiding. Wel hield ze aan dit huwelijk een dochter over.
In 2003 raakte Sweetin verslaafd aan methamfetamine. Twee jaar later ging ze vrijwillig en succesvol naar een afkickkliniek. Nadat ze haar verslaving had overwonnen, besloot ze weer te gaan acteren. In 2007 presenteerde ze in de VS op de zender Fuse het programma Pants Off Dance Off, waarin mensen strippen op de muziek van hun favoriete videoclip.
In november 2009 verscheen in de VS haar boek unSweetined. Hierin schrijft ze uitvoerig over haar verslaving, haar verleden en hoe haar rol als Stephanie Tanner in Full House vaak parallel liep met haar eigen leven. Eveneens aan bod komen haar eerste huwelijk, haar poging(en) tot afkicken, haar tweede huwelijk en grimmige scheiding (toen nog een legal separation) en de geboorte van haar (eerste) dochter. In augustus 2010 werd haar tweede dochter geboren. Ze heeft ook een rol gehad in de serie Fuller House in 2016.